# Straße der Weserrenaissance

Logo der Straße der Weserrenaissance

Die Straße der Weserrenaissance ist eine für Kraftfahrzeuge gedachte Ferienstraße in Norddeutschland. Sie verbindet als Kulturroute bedeutende Architekturdenkmale der Weserrenaissance aus dem 16. und frühen 17. Jahrhundert. Die Straße führt durch die Bundesländer Hessen, Nordrhein-Westfalen, Niedersachsen und Bremen.

## Beschreibung
Die Straße der Weserrenaissance führt zu Schlössern und Adelssitzen, Rathäusern und Bürgerbauten aus Stein oder Fachwerk, die Zeugnis ablegen von der wirtschaftlichen und kulturellen Blüte in dem Jahrhundert vor dem Dreißigjährigen Krieg (1618–1648).
Entlang der Straße zwischen Hann. Münden und Bremen finden sich zahlreiche Renaissancebauten, die sich in dieser Dichte sonst nirgends in Deutschland finden. Der Begriff Weserrenaissance ist insofern irreführend, da es sich nicht um eine selbstständige regionale Ausprägung der Renaissance handelt. Tatsächlich zeugen die Renaissancebauwerke im Weserraum von den schon damals existierenden europaweiten Verbindungen. Sie ermöglichten es, dass sich das Formen- und Gedankengut der Renaissance, von Italien ausgehend, auch in den Ländern nördlich der Alpen ausbreiten konnten.

## Bauten

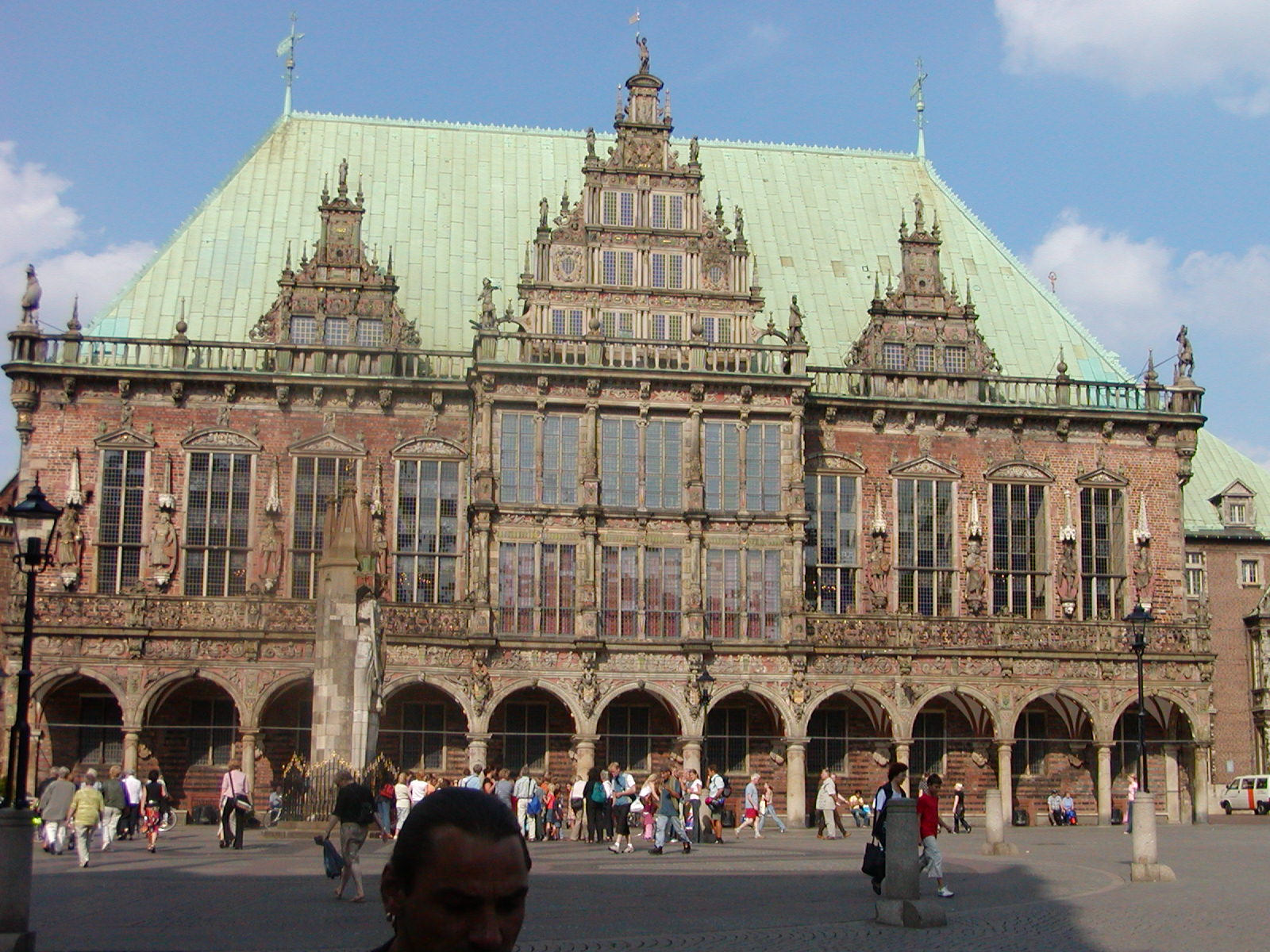
Rathaus in Bremen

Hervorzuheben unter den zahlreichen Sehenswürdigkeiten sind die Schlösser Hämelschenburg, Bückeburg, Detmold, Brake, Neuhaus, Bevern, Stadthagen, Celle, und Hann. Münden. Rathäuser wie die in Bremen, Nienburg, Rinteln, Stadthagen, Bielefeld, Paderborn oder Hann. Münden vermitteln ebenso einen Eindruck vom Glanz der Epoche wie prachtvolle Bürgerbauten in Minden, Lemgo und Hameln sowie die reich geschnitzten Fachwerkfassaden, vor allem in Einbeck, Höxter, Brakel und Bad Salzuflen. Kunsthistorisch von herausragender Bedeutung ist das siebeneckige Fürstenmausoleum in Stadthagen, das an die florentinische Renaissance denken lässt. Das Weserrenaissance-Museum in Brake informiert über die Kunst- und Kulturlandschaft des Weserraums.